# Xolisma ferruginea
Xolisma ferruginea là một loài thực vật có hoa trong họ Thạch nam. Loài này được (Walter) A. Heller miêu tả khoa học đầu tiên năm 1898.